# Russobex cuneatus
Russobex cuneatus is een schietmot uit de familie Leptoceridae. De soort komt voor in het Australaziatisch gebied.